# Mariposa (Fiorella Mannoia)
Mariposa è un singolo della cantante italiana Fiorella Mannoia, pubblicato il 7 febbraio 2024.
Il brano è stato presentato in gara durante la 74ª edizione del Festival di Sanremo, dove si è classificato al quindicesimo posto al termine della kermesse musicale. Nella stessa occasione, ha vinto il Premio Sergio Bardotti per il miglior testo.

## Descrizione
Scritto dalla stessa cantante con Cheope, Carlo Di Francesco, Federica Abbate e Mattia Cerri, si ispira alla storia delle Sorelle Mirabal assassinate dal regime di Rafael Leónidas Trujillo della Repubblica Dominicana, a cui è stata dedicata la Giornata internazionale per l'eliminazione della violenza contro le donne. In un'intervista rilasciata a Rolling Stone Italia la cantante ha raccontato il significato e la nascita del brano:
Nel testo la canzone cita l'associazione Una Nessuna Centomila, nata a seguito dell'omonimo concerto di iniziativa benefica tenuto nel 2022 alla RCF Arena di Reggio Emilia.

## Accoglienza
Il brano ha ottenuto recensioni generalmente favorevoli da parte della critica musicale italiana.
Andrea Laffranchi del Corriere della Sera descrive il brano «latineggia nei ritmi» il cui testo adotta «l’arte retorica per identificare donne che hanno fatto la Storia come Giovanna D’Arco o storie di donne di tutti i giorni alle prese con patriarcato e machismo». Anche Silvia Danielli di Billboard Italia associa le sonorità ai ritmi latini con «chitarre andaluse, nacchere e una batteria quasi reggaeton», trovandolo nel complesso «piacevole». Fabio Fiume di All Music Italia associa le scelte musicali a quelle adottate dalla cantautrice Gerardina Trovato, ritenendo che l'inciso «resta in testa perché memorizzabile per ogni generazione».
Meno entusiasta Chiara Oltolini di Vanity Fair Italia, la quale afferma che il brano presenti un «ritmo un po’ gitano, che non ti aspetti, e un bel messaggio femminista, che ti aspetti». Anche Gianni Poglio di Panorama descrive la cantante come una «modern Mannoia» ritenendo che, sebbene le parole associabili alla scrittura di Fabrizio De André «non sono male», esso non risulti piacevole per «la ritmica troppo martellante».

## Video musicale
Il video musicale, diretto da Davide de Meo, è stato pubblicato in concomitanza del lancio del singolo attraverso il canale YouTube della cantante.

## Tracce
Testi e musiche di Fiorella Mannoia, Cheope, Carlo Di Francesco, Federica Abbate e Mattia Cerri.
1. Mariposa – 2:57

## Classifiche
| Classifica (2024) | Posizione massima |
| ----------------- | ----------------- |
| Italia            | 22                |